# Campeonato Mundial de Piragüismo en Aguas Tranquilas de 1982
El XVII Campeonato Mundial de Piragüismo en Aguas Tranquilas se celebró en Belgrado (Yugoslavia) en el año 1982 bajo la organización de la Federación Internacional de Piragüismo (ICF) y la Federación Yugoslava de Piragüismo.
Las competiciones se realizaron en el canal de piragüismo ubicado en el lago Ada, un entrante del río Sava, enfrente de la isla conocida como Ada Ciganlija.

## Medallistas

### Masculino
| Evento      | Oro                                                                               | Plata                                                              | Bronce                                                                           |
| ----------- | --------------------------------------------------------------------------------- | ------------------------------------------------------------------ | -------------------------------------------------------------------------------- |
| K1 500 m    | Vladimir Parfenovich URSS                                                         | Peter Hempel RDA                                                   | Lars-Erik Moberg · Suecia                                                        |
| K2 500 m    | Vladimir Parfenovich Serguei Superata URSS                                        | Alan Thompson Paul MacDonald Nueva Zelanda                         | Matthias Seack Oliver Seack RFA                                                  |
| K4 500 m    | Serguei Krivosheyev Igor Gaidamaka Serguei Kolokolov Alexandr Vodovatov URSS      | Frank-Peter Bischof Frank Fischer Rüdiger Helm Harald Marg RDA     | Jens Nordqvist · Lars-Erik Moberg · Per-Inge Bengtsson · Thomas Ohlsson · Suecia |
| K1 1000 m   | Rüdiger Helm RDA                                                                  | Alan Thompson Nueva Zelanda                                        | Einar Rasmussen · Noruega                                                        |
| K2 1000 m   | Vladimir Parfenovich Serguei Superata URSS                                        | Alwyn Morris · Hugh Fisher · Canadá                                | Luis Gregorio Ramos · Herminio Menéndez Rodríguez · España                       |
| K4 1000 m   | Bengt Andersson · Lars-Erik Moberg · Per-Inge Bengtsson · Thomas Ohlsson · Suecia | Frank-Peter Bischof Peter Hempel Rüdiger Helm Harald Marg RDA      | Matthias Seack Oliver Seack Frank Renner Bernd Hessel RFA                        |
| K1 10 000 m | Milan Janić Yugoslavia                                                            | Einar Rasmussen · Noruega                                          | Nikolai Astapkovich URSS                                                         |
| K2 10 000 m | Bernard Brégeon Patrick Lefoulon Francia                                          | Ron Stevens · Gert Jan Lebbink · Países Bajos                      | István Szabó · István Tóth · Hungría                                             |
| K4 10 000 m | Alexandr Yermilov Nikolai Baranov Serguei Chujrai Vladimir Romanovski URSS        | Petrică Dimofte Florin Marinescu Ionel Igorov Anghel Coman Rumania | Kálmán Petrovics · Tamás Széles · László Rasztótzky · Tibor Helyi · Hungría      |
| C1 500 m    | Olaf Heukrodt RDA                                                                 | János Sarusi Kis · Hungría                                         | Serguei Postrejin URSS                                                           |
| C2 500 m    | Matija Ljubek Mirko Nišović Yugoslavia                                            | Yuri Laptikov Serguei Petrenko URSS                                | László Foltán · István Vaskuti · Hungría                                         |
| C1 1000 m   | Jörg Schmidt RDA                                                                  | Dezső Csépai · Hungría                                             | Vasili Bereza URSS                                                               |
| C2 1000 m   | János Sarusi Kis · Gyula Hajdú · Hungría                                          | Matija Ljubek Mirko Nišović Yugoslavia                             | Ivan Patzaichin Toma Simionov Rumania                                            |
| C1 10 000 m | Tamás Wichmann · Hungría                                                          | Jiří Vrdlovec Checoslovaquia                                       | Gheorghe Titu Rumania                                                            |
| C2 10 000 m | Ivan Patzaichin Toma Simionov Rumania                                             | Vasili Bereza Edem Muradosilov URSS                                | Tamás Buday · István Vaskuti · Hungría                                           |

### Femenino
| Evento   | Oro                                                               | Plata                                                                  | Bronce                                                               |
| -------- | ----------------------------------------------------------------- | ---------------------------------------------------------------------- | -------------------------------------------------------------------- |
| K1 500 m | Birgit Fischer RDA                                                | Agneta Andersson · Suecia                                              | Éva Rakusz · Hungría                                                 |
| K2 500 m | Birgit Fischer Bettina Streussel RDA                              | Katalin Povázsán · Erika Géczi · Hungría                               | Agneta Andersson · Karin Olsson · Suecia                             |
| K4 500 m | Birgit Fischer Bettina Streussel Roswitha Eberl Kathrin Giese RDA | Inna Shipulina Nelli Yefremova Yekaterina Golubeva Liubov Komkova URSS | Katalin Povázsán · Erika Géczi · Ágnes Dragos · Éva Rakusz · Hungría |

## Medallero
| Núm. | País           | Oro | Plata | Bronce | Total |
| ---- | -------------- | --- | ----- | ------ | ----- |
| 1    | RDA            | 6   | 3     | 0      | 9     |
| 2    | URSS           | 5   | 3     | 3      | 11    |
| 3    | Hungría        | 2   | 3     | 6      | 11    |
| 4    | Yugoslavia     | 2   | 1     | 0      | 3     |
| 5    | Suecia         | 1   | 1     | 3      | 5     |
| 6    | Rumania        | 1   | 1     | 2      | 4     |
| 7    | Francia        | 1   | 0     | 0      | 1     |
| 8    | Nueva Zelanda  | 0   | 2     | 0      | 2     |
| 9    | Canadá         | 0   | 1     | 0      | 1     |
| 9    | Checoslovaquia | 0   | 1     | 0      | 1     |
| 9    | Países Bajos   | 0   | 1     | 0      | 1     |
| 9    | Noruega        | 0   | 1     | 0      | 1     |
| 13   | RFA            | 0   | 0     | 2      | 2     |
| 14   | España         | 0   | 0     | 1      | 1     |
| 14   | Noruega        | 0   | 0     | 1      | 1     |
|      | TOTAL          | 18  | 18    | 18     | 54    |